# Bitwa pod Pettorano
Bitwa pod Pettorano (wł. La battaglia di Pettorano) – konfrontacja zbrojna pomiędzy garibaldczykami a siłami filoburbońskimi, która miała miejsce 17 października 1860 roku podczas tzw. Wyprawy Tysiąca przeciw Królestwu Obojga Sycylii. Starcie nie należało do kluczowych ani z militarnego, ani z politycznego punktu widzenia; przyniosło krótkotrwałe odzyskanie kontroli nad prowincją Isernia przez zwolenników Franciszka II. Jego znaczenie polega na wielostronnie unikatowym charakterze bitwy; była niezwykle krwawa, zwycięstwo odniosły w niej siły proburbońskie, do sukcesu przyczyniły się głównie nieregularne chłopskie oddziały partyzanckie, a w trakcie bitwy i po niej doszło do masakry pokonanych. Bitwa jest raczej zapomnianym epizodem w historii Włoch; swego czasu eksponowała ją historiografia marksistowska, a obecnie próbuje to robić tradycjonalistyczna. Z polskiej perspektywy istotny jest fakt, że w bitwie garibaldczykami dowodził Francesco Nullo.

## Kontekst polityczno-militarny

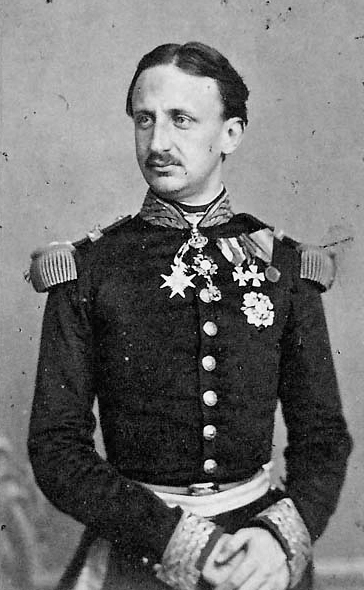
Franciszek II

W maju 1860 tzw. Wyprawa Tysiąca, czyli ochotniczy korpus Garibaldiego, dokonała desantu morskiego na Marsalę i rozpoczęła tym samym inwazję na Królestwo Obojga Sycylii. W ciągu kilku następnych tygodni garibaldczycy zajęli Sycylię, Kalabrię, Basilicatę i część Kampanii. Wobec postępów armii inwazyjnej oraz częściowej dekompozycji własnych wojsk w sierpniu król Franciszek II opuścił stolicę państwa i schronił się w ufortyfikowanym rejonie Caserta – Capua – Gaeta, a do Neapolu weszły zwycięskie oddziały garibaldczyków. Na przełomie września i października doszło do bitwy nad Volturno, która choć militarnie nierozstrzygnięta, w planie politycznym była zwycięstwem Garibaldiego. Franciszek II schronił się w Gaetcie, poza którą jego wojsko kontrolowało już tylko kilka twierdz i izolowanych obszarów. W tym czasie od północy zbliżała się sprzyjająca garibaldczykom armia Królestwa Sardynii; we wrześniu zajęła wschodnie prowincje Państwa Kościelnego, a w początkach października wkroczyła w granice Królestwa Obojga Sycylii..
Wczesną jesienią 1860 roku struktury Królestwa Obojga Sycylii były w stanie całkowitego rozkładu. Armia w znacznej części przestała stawiać opór, oddziały na ogół albo przechodziły na stronę garibaldczyków lub ulegały rozpadowi. Administracja cywilna zdominowana była przez burżuazyjne żywioły liberalne; częściowo zachowywała się ona biernie a częściowo występowała przeciw rządom Burbonów, usiłując budować nowe struktury. Garibaldi, który przyjął tytuł dyktatora, prowadził politykę rewolucyjną; ogłaszał dekrety przyznające chłopom ziemię królewską i miejską oraz znoszące część najbardziej uciążliwych reliktów postfeudalnych. W wielu rejonach doszło do samorzutnego zajmowania terenów królewskich, kościelnych i miejskich, ale również tych należących do wielkich latyfundystów. W niektórych częściach kraju zapanował chaos i nasilił się wiejski bandytyzm, tzw. brigantaggio. Czasami chłopstwo zajmowało postawę bierną lub sprzyjającą Burbonom, zwłaszcza jeśli ze strony garibaldczyków i ich sojuszników dochodziło do brutalnych rekwizycji wojennych lub ekscesów antyreligijnych.

## Powstanie w Molise

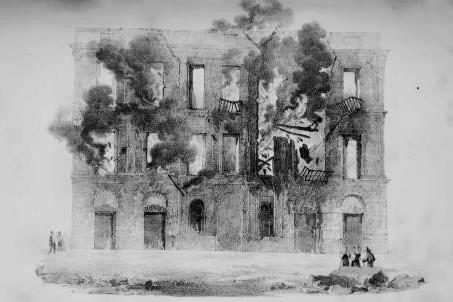
Isernia po ataku legitymistów

Jeszcze latem 1860 w górach Abruzji i Molise zaczęły powstawać chłopskie ogniska oporu przeciw nowej władzy, a w tym samym rejonie działały też jeszcze pojedyncze oddziały wojska burbońskiego. 30 września legitymistyczna partyzantka zajęła miasto Isernia (ok. 8 tys. mieszkańców), bronione przez około 20 garibaldczyków i rekrutującą się z miejscowych antyburbońską Guardia Nazionale. W zdobytej miejscowości doszło do dantejskich scen. Chłopi zabijali jeńców i podejrzanych o sympatie liberalne, a fala spontanicznej przemocy przyniosła również akty barbarzyństwa: synowi burmistrza wydłubano przed śmiercią oczy, a innemu demonstrującemu wcześniej antyburbońskie sympatie notablowi obcięto genitalia i włożone mu je w usta. Szczególną agresją budzili nie tyle schwytani garibaldczycy ile współpracujący z nimi przedstawiciele miejscowej burżuazji, tzw. galantuomini, których uważano za zdrajców. Biskup Iserni, którego liberałowie prosili o interwencję w imię chrześcijańskiego miłosierdzia, odmówił pomocy.
Teren wokół Iserni był dość istotny ze względów strategicznych: przez tamtejsze góry musiały przejść nadchodzące z zajętych na północy terenów Państwa Kościelnego oddziały armii sardyńskiej, by nad Volturno połączyć się z kolumnami garibaldczyków. Dlatego działający z polecenia Garibaldiego gubernator Molise Nicola di Luca zorganizował koncentrację dyslokowanych w pobliskich rejonach oddziałów gwardii narodowej. 4 października 1860 roku około 800 gwardzistów przypuściło szturm na Isernię; po trzygodzinnej bitwie rebelianci opuścili miasto. Teraz z kolei nastąpiła fala odwetu ze strony liberałów, choć ustępująca skalą tej sprzed 4 dni. Dziesiątki osób aresztowano, doszło do mordów i rabunków. Biskup Saladino został w upokarzający sposób aresztowany, a jego osobisty sekretarz został zabity. Okazało się jednak, że niedobitki wojska burbońskiego oraz oddziały partyzanckie, które opuściły Isernię, przegrupowały się i 5 października ponownie przypuściły atak na miasto. Gwardia Narodowa stawiła dość słaby opór, po czym wycofała się w kierunku na Castel di Sangro w Abruzji, spodziewając się rychłego nadejścia armii Królestwa Sardynii.

## Przeciwnicy

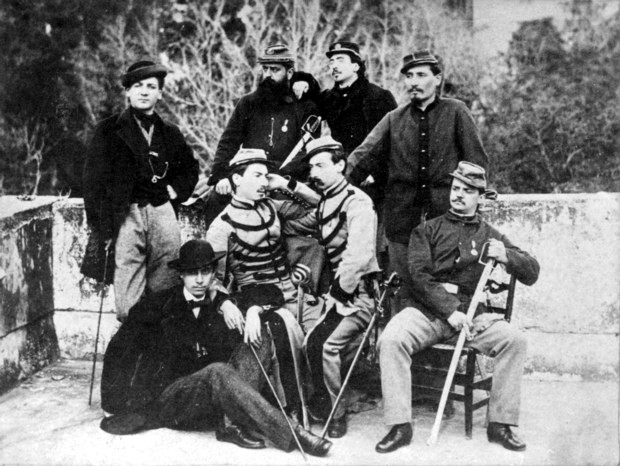
Garibaldczycy

Do zdławienia rebelii Garibaldi wyznaczył głównie tzw. Corpo di Matese, stacjonujący w Maddaloni tysięczny mieszany korpus złożony z ochotników sycylijskich; dołączyły do niego oddziały zwiadu oraz grupa oficerów sztabowych. Na czele zgrupowania postawiony został podpułkownik Francesco Nullo, bliski współpracownik Garibaldiego uczestniczący w wielu kampaniach od roku 1848; nie miał on jednak doświadczenia w samodzielnym dowodzeniu dużymi zgrupowaniami. Nullo domagał się, by do misji przeznaczono dwa bataliony strzelców lombardzkich, ale Garibaldi nie wyraził na to zgody. Z Caserty miano sprowadzić natomiast baterię dział, które jednak nie dotarły do czasu wyjścia kolumny z Maddaloni. Kolumna 12 października wyruszyła w drogę, a 15 października dotarła do Boiano, ok. 20 km od Iserni. Nullo spodziewał się tam połączyć z 3 tysiącami gwardzistów, było ich jednak znacznie mniej. Ostatecznie zgrupowanie liczyło łącznie ok. 2 tysiące ludzi, głównie piechoty i niewielką ilość kawalerii.
Siły proburbońskie częściowo składały się z ok. 500 grenadierów regularnej armii oraz ok. 350 żandarmów; niektórzy określają ich liczebność na 2 tysiące. Co najmniej drugie tyle stanowiły nieregularne grupy partyzanckie. Do dziś określa się ich jako briganti (bandyci), wtedy mówiono o nich także cafoni (pogardliwy termin oznaczający prymitywne chłopstwo); byli to mieszkańcy okolicznych górskich wsi. W historiografii rzadkie są próby analizy ich motywacji; wskazuje się na rozgoryczenie spowodowane rekwizycjami, na indoktrynację kleru, na opór wobec nowego kapitalistycznego porządku, na tradycyjny chłopski konserwatyzm i przywiązanie do monarchii, wyrażające się w bojowym okrzyku „Viva Francesco e viva Maria”. Postacie dowódców nie są jasne; po stronie formacji mundurowych źródła wymieniają pułkownika Achille de Liguori (żandarmeria) i Michele Sardi (grenadierzy); oddziały chłopskie prowadzone były przez anonimowych przywódców. Liczebność oddziałów proburbońskich ocenia się na „kilka” tysięcy; wojsko i żandarmeria miały standardowe uzbrojenie, a grupy partyzanckie prymitywną broń myśliwską lub narzędzia wiejskie, jak widły, cepy, siekiery czy sierpy.

## Początek bitwy

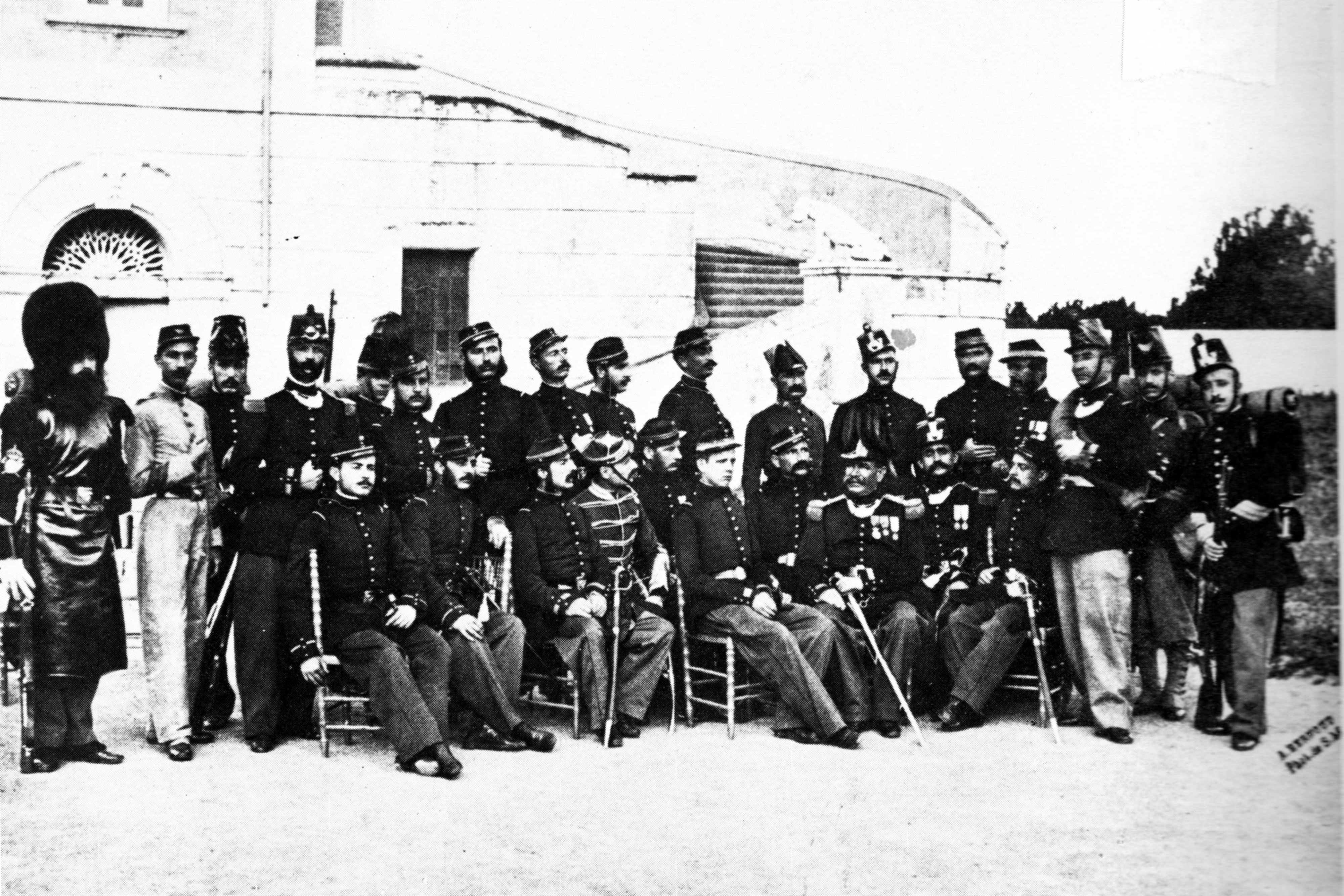
oficerowie wojsk Obojga Sycylii

W Boiano Nullo dokonał przegrupowania swojej kolumny, do której wcielił miejscowe oddziały Guardia Nazionale, po czym rozpoczął marsz w kierunku Iserni. 16 października główna część zgrupowania garibaldczyków osiągnęła miejscowość Cantalupo, gdzie na kwaterach spędzono noc. Następnego dnia, 17 października, podjęto dalszy marsz w kierunku na Isernię, odległą o ok. 15 km. Obie miejscowości oddzielał boczny grzbiet gór Monti di Matese, których łagodne wierzchołki wznosiły się na nieco ponad 1,000 m n.p.m. W godzinach południowych kolumny marszowe przeszły wąską dolinę i posuwały się na północ między położonymi na wzgórzach miejscowościami Carpinone i Pettorano, gdzie teren zaczynał się obniżać w kierunku Iserni. Plan Nullo polegał na tym, by zgrupowanie kapitana de Marco zajęło Carpinone, a potem obeszło Isernię od wschodu i zaatakowało ją od północy, natomiast drugie, większe i pod jego dowództwem, po zajęciu Pettorano miało zejść ze wzgórza i wkroczyć do miasta od południa.
Wczesnym popołudniem garibaldczycy – śledzeni przez obserwatorów wroga – zajęli Pettorano, odległe od Iserni o ok. 4 km. Ich sztab podjęty został gościną w siedzibie rodziny Santoro, największych właścicieli ziemskich we wsi; Nullo i dowódcy poczęstowani zostali obfitym posiłkiem. W czasie kilkugodzinnego postoju zwiad doniósł, że z Iserni wyszły kolumny oddziałów burbońskich, które rozwinąwszy się w półkolistą linię, zaczynają otaczać od północy wzgórze i odcinać je od zgrupowania w Carpinone. Nullo nakazał szwadronowi kawalerii by zjechał drogą w kierunku północno-wschodnim i rozproszywszy chłopskie grupki, utrzymał łączność z siłami de Marco. Szwadron bez trudu przedarł się przez luźne oddziałki burbońskie, co wzbudziło entuzjazm żołnierzy pozostających na wzgórzu w Pettorano. Ich sztab kontynuował pranzo w siedzibie Santoro, a po wznoszonych winem toastach Nullo zasiadł do fortepianu. Około godziny 17. nagle w opłotkach wsi wybuchła kanonada, a wśród garibaldczyków rozległy się okrzyki „I cafoni al monte!”

## Konfrontacja

bitwa pod Pettorano

Oddziały burbońskie które wyszły z Iserni podeszły przez lasy na wzgórze, gdzie znajduje się Pettorano, i otworzyły ogień. Dalszy przebieg wydarzeń jest niejasny, a istniejące relacje pełne są sprzeczności. Według jednej z nich atakujące na pewnym odcinku regularne formacje wojska burbońskiego zostały odparte przez garibaldczyków; według innej około 150-osobowy oddział garibaldczyków nie tylko odparł atak, ale w pogoni w dół zbocza dotarł nawet na przedmieścia Iserni; tam zorientował się, że jest izolowany i grozi mu otoczenie, podjął więc próbę powrotu na wzgórze. Większość relacji jest jednak zgodna, że z czasem linia obrony garibaldczyków zaczęła się załamywać, a grupy partyzantów zaczęły przenikać do wsi. Ponieważ wymiana ognia trwała co najmniej godzinę obu stronom zaczęło brakować amunicji; rozpoczęła się walka wręcz, gdzie z jednej strony używano bagnetów, szabel i kolb karabinów, a z drugiej chłopskich narzędzi rolniczych.
Najwięcej kontrowersji dotyczy postawy samego Nullo i jego sztabu. Wiadomo, że siedziba rodziny Santoro znajdowała się w górnej części Pettorano i nie objął jej pierwszy impet walk. Według jednej z wersji będąc częściowo odcięty od własnego zgrupowania sztab Nullo podjął próbę przebicia się na południe i sprowadzenia posiłków. W zaciętych walkach udało mu się rozbić zagradzające drogę oddziały wroga i dostać do odległej o ok. 10 km miejscowości Taverna, a tam z pozostających w tyle kolumn marszowych sformowano odsiecz. Wedug innej wersji doszło raczej do bezwładnej i panicznej ucieczki sztabu, a osiągnąwszy Taverna Nullo nie był nawet w stanie zapanować nad wojskiem i zorganizować oddziałów mogących pójść z odsieczą. W tym czasie obrona Pettorano załamała się; atakujący zajęli większość wsi, w tym siedzibę Santoro, którą następnie zrabowali i spalili; obrońcy podjęli chaotyczne próby ucieczki do okolicznych lasów.

## Koniec bitwy i rzeź

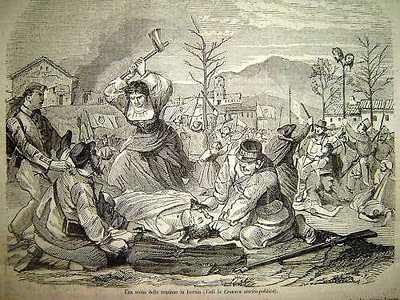
cafoni kontra garibaldini

Według niektórych relacji Nullo sformował w Taverna odsiecz i podjął marsz powrotny; natknął się jednak na przeważające siły burbońskie, które skutecznie zablokowały dalszą drogę. W tym czasie w Pettorano bitwa zamieniła się w polowanie na uciekających garibaldczyków. Ich zgrupowanie straciło spójność organizacyjną i zmieniło się w szukające ucieczki chaotyczne grupy. Przeczesujące lasy oddziały chłopskie, wśród których znajdowały się również kobiety i nieletni, nie brały jeńców. Poddający się lub pokonani w walce żołnierze Nullo byli masakrowani na miejscu, nieraz w okrutny sposób i przy użyciu prymitywnych narzędzi; zdarzały się przypadki, gdy schwytanym rozbijano głowy kamieniami. Niektórym jeńcom którzy przeżyli udało się uciec, ale zostali ponownie schwytani i zabici na miejscu. Część garibaldczyków aby ocalić życie próbowała przebijać się w stronę regularnych wojsk lub oddziałów żandarmerii burbońskiej, gdzie traktowani byli jak jeńcy wojenni. Zdarzały się jednak przypadki, gdy odprowadzane przez żandarmów do więzienia w Iserni grupy jeńców atakowane były przez tłum; w niektórych przypadkach strażnikom udało się obronić pojmanych przed linczem.
Następnego dnia, 18 października, obława na garibaldczyków trwała nadal, choć z nieco mniejszą intensywnością. Niektórych pojmanych doprowadzono do Carpinano, gdzie zostali na placu zatłuczeni kijami i kamieniami. Zwłoki obdzierano z ubrań i wszystkiego, co przedstawiało jakąś wartość. Niektóre zakopywano, jednak szczątki ludzkie znajdowano w leśnych wykrotach jeszcze w latach 50. XX wieku. Zdarzały się przypadki odcinania głów i obnoszenia ich na kijach, które następnie zatykano we wsi. Łączna liczba zabitych nie jest znana. Według niektórych źródeł w szeregach garibaldczyków doliczono się po bitwie 372 ludzi; ponieważ liczebność kolumny Nullo szacuje się na nieco ponad tysiąc żołnierzy pozostali albo polegli, albo udało im się zbiec, albo przeżyli jako jeńcy i doczekali uwolnienia po zajęciu okolicy przez wojska Królestwa Sardynii. W Carpinone zorganizowano triumfalno-dziękczynny pochód, w którym niesiono wyobrażenia Franciszka II i królowej.

## Po bitwie

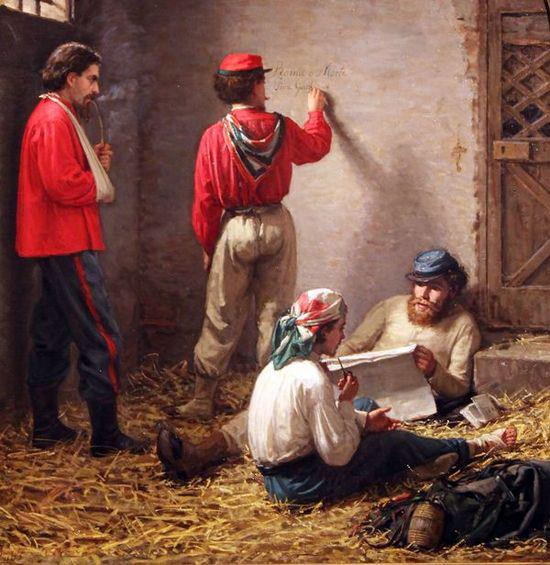
pojmani garibaldini (obraz, olej na płótnie, Gioacchino Toma)

Armia piemoncka po opanowaniu Abruzji wkroczyła do Molise w połowie października; 20 października na północ od Iserni drogę zastąpił jej burboński korpus generała Scotti i doszło do bitwy pod Macerone. Starcie zakończyło się zdecydowanym zwycięstwem wojsk Królestwa Sardynii. W końcu miesiąca Piemontczycy bez oporu zajęli Isernię i uwolnili więzionych garibaldczyków; król Wiktor Emanuel spędził w Iserni noc z 20 na 21 października. W końcu miesiąca w Teano niedaleko Neapolu doszło do spotkania przybywającego z północy Wiktora Emanuela i przybywającego z południa Garibaldiego, który powitał tego pierwszego jako króla Włoch. Po przeprowadzeniu plebiscytów zdobyte tereny włączono do Królestwa Włoch, w lutym 1861 roku padła Gaeta a król Franciszek II udał się na wygnanie do Rzymu; ostatnie twierdze Królestwa Obojga Sycylii, najpierw Mesyna, a potem Civitella del Tronto, poddały się w marcu 1861.
Prokuratura w Casercie rozpoczęła postępowanie w sprawie wydarzeń w Pettorano jeszcze zanim tereny te włączono do Królestwa Włoch, w grudniu 1860 roku. Śledztwo toczyło się trzy lata, a ostatnie dokumenty prokuratorskie datowane są na listopad roku 1863. Wiadomo, że wśród chłopskiej ludności z okolicznych wsi przeprowadzono szereg aresztowań i że doszło do kilku procesów, ale żadne ze znanych źródeł historiograficznych nie podaje informacji o liczbie skazanych ani o wysokości wyroków. Zjawisko znane jako brigantaggio trwało na terenie Molise jeszcze kilka lat, a ostatnich aresztowań dokonano w roku 1867. Pasquale Del Giudice, który przeżył bitwę, stał się znanym naukowcem i politykiem, a Gioacchino Toma uznanym malarzem. Los dowódców takich jak Zasio, Mario, de Marco (garibaldczycy) czy Liguori i Sardi (wojska burbońskie) nie jest znany. Dowódca kolumny Francesco Nullo nadal był wysoko ceniony przez Garibaldiego i pełnił służbę w wojsku zjednoczonych Włoch do roku 1862; w początkach roku 1863 dołączył do powstańców styczniowych i zginął w bitwie pod Krzykawką.

## Intepretacje

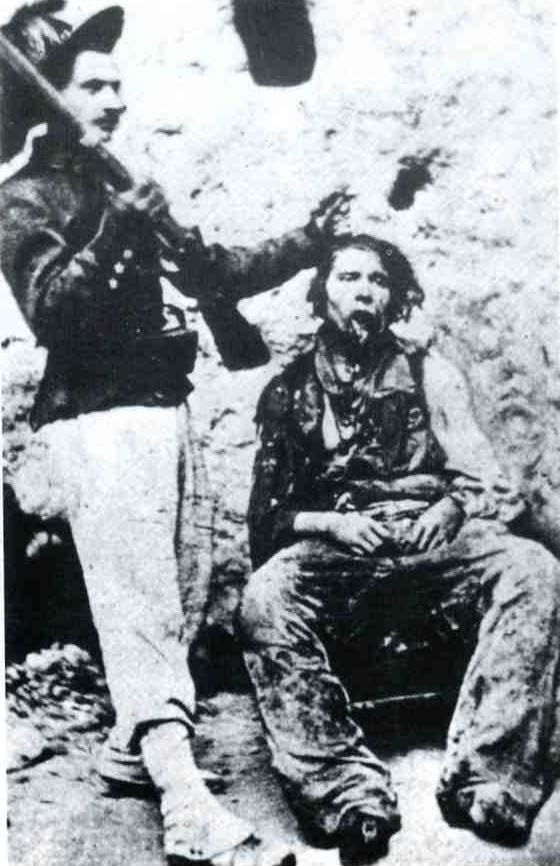
bersagliere i pojmany brigante (fotografia)

W historiografii istnieją różne teorie dotyczące bitwy. Jedna z kontrowersji dotyczy rozpoczęcia marszu na Isernię. Niektórzy historycy utrzymują, że Nullo otrzymał od Garibaldiego rozkaz, by oczekiwać na nadejście wojsk piemonckich, a atak na miasto podjąć wspólnie z nimi. Zdaniem części autorów Nullo świadomie zignorował ten rozkaz ponieważ wiedział, że od strony Kampanii zbliża się burboński korpus generała Luigi Scotti; chciał zająć miasto zanim kolumna ta znajdzie się w pobliżu. Zdaniem innych Nullo jako republikanin nie żywił specjalnej sympatii do króla Wiktora Emanuela i jego wojsk; zamierzał zająć Isernię sam i powitać Piemontczyków jako gospodarz. Kolejna teoria mówi o tym, że Nullo wpadł w pułapkę własnych wyobrażeń o ciemiężonym ludzie południa Włoch, który z nadzieją oczekuje wyzwolenia i który sprzyja garibaldczykom. Zwolennicy konkurencyjnej interpretacji uważają, że wręcz przeciwnie, Nullo był przekonany iż ma przed sobą prymitywne, niezorganizowane chłopstwo, które pierzchnie w panice przy pierwszym starciu.
Pewne wątpliwości dotyczą także postawy oddziałów proburbońskich. Niektórzy autorzy widzą w ich działaniach niewątpliwą myśl taktyczną i rozpatrują ich posunięcia w kategoriach realizacji opracowanego wcześniej planu. I tak, w części prac pojawia się teoria o zastawionej na garibaldczyków pułapce; ci ostatni mieli jakoby rozproszyć swoje siły, a główne zgrupowanie pozostawić w łatwym do wyizolowania wzgórzu Pettorano. Argumentem na rzecz tej tezy ma być zorganizowane wyjście wojsk burbońskich z Iserni, kiedy to znające teren grupy brigantes dyslokowano na obu flankach i powierzono im zadanie przeskrzydlenia przeciwnika. Z drugiej strony, w historiografii funkcjonuje teoria eksponująca słabo zorganizowany, prowizoryczny i raczej chaotyczny kształt chłopskiej partyzantki; w tym ujęciu sukces oddziałów proburbońskich byłby raczej wynikiem działania ich siatki obserwatorów, doskonałej znajomości terenu i mobilności brigantes, a także niefrasobliwości w dowodzeniu w sztabie Nullo.

## Bitwa w perspektywie

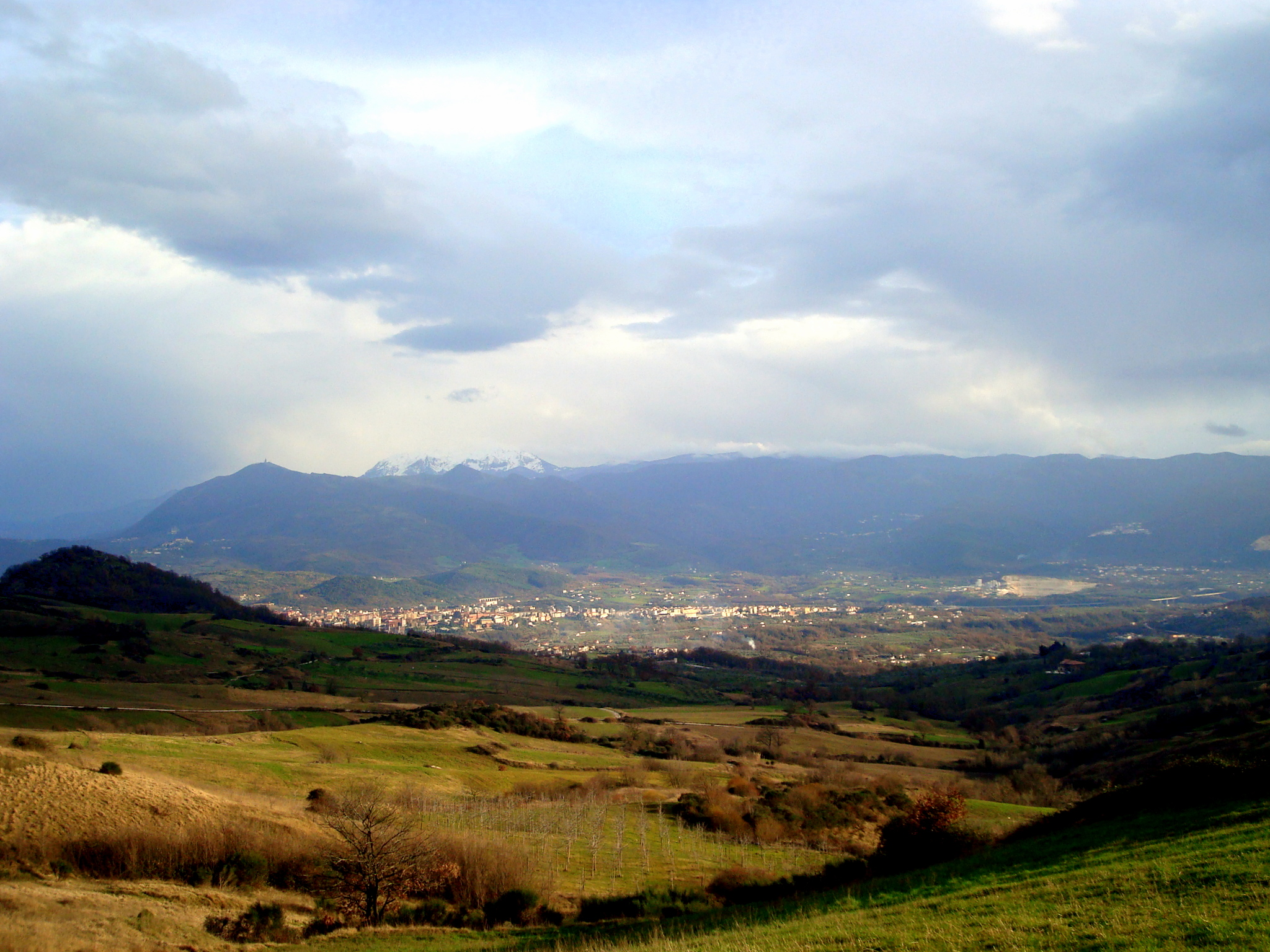
perspektywa Iserni, za nią w głębi z lewej Pettorano

Pod względem militarnym i politycznym bitwa pod Pettorano nie miała wielkiego znaczenia. Odmiennie niż np. bitwa nad Voltuno czy upadek Gaety nie była ona kamieniem milowym kampanii ani nie stanowiła punktu zwrotnego. Okazała się częścią raczej krótkotrwałego epizodu, podczas którego na pewien czas garibaldczycy utracili kontrolę nad częścią Molise, by wkrótce wespół z wojskami sardyńskimi ją odzyskać. W wymiarze militarnym wynik bitwy przekreśliło stracie pod Macerone 20 października 1860. W wymiarze propagandowym na marginalny plan przesunęło ją spotkanie Garibaldiego i króla Wiktora Emanuela w Teano 26 października, choć być może wpłynęła ona pozytywnie na morale burbońskiej załogi w oblężonej twierdzy Gaeta; dziennik Gazetta di Gaeta obwieścił o klęsce garibaldczyków w triumfalnym tonie. W bitwie nie poległ żaden znaczący dowódca, a ona sama nie miała wpływu na karierę najbardziej znanej osobistości w niej uczestniczącej, czyli Francesco Nullo.
Bitwa pod Pettorano była toczona przez stosunkowo niewielkie siły; łączna liczba uczestniczących w niej kombatantów nie przekraczała prawdopodobnie 5 tysięcy, podczas gdy w innch bitwach kampanii sycylijsko-neapolitańskiej – np. pod Calatafimi, nad Volturno, pod Milazzo, pod Macerone – brały udział dziesiątki tysięcy żołnierzy. Starcie pod Pettorano wyróżnia się jednak pod względem ilości zabitych, a zwłaszcza pod względem proporcji zabitych do liczby zaangażowanych w walce. Pod Pettorano zginęło najprawdopodobniej około 600 kombatantów, podobna liczba co podczas bitwy nad Volturno; w tej ostatniej brało jednak udział ok. 70 tysięcy żołnierzy. O unikatowym charakterze bitwy przesądza też fakt, że było to jedyne znaczące starcie wojny w którym zwycięstwo osiągnęły oddziały burbońskie. Wreszcie, było to jedyna bitwa tej wojny w której o zwycięstwie przesądziły nie wojska regularne, ale oddziały partyzanckie.

## Bitwa we włoskim dyskursie publicznym

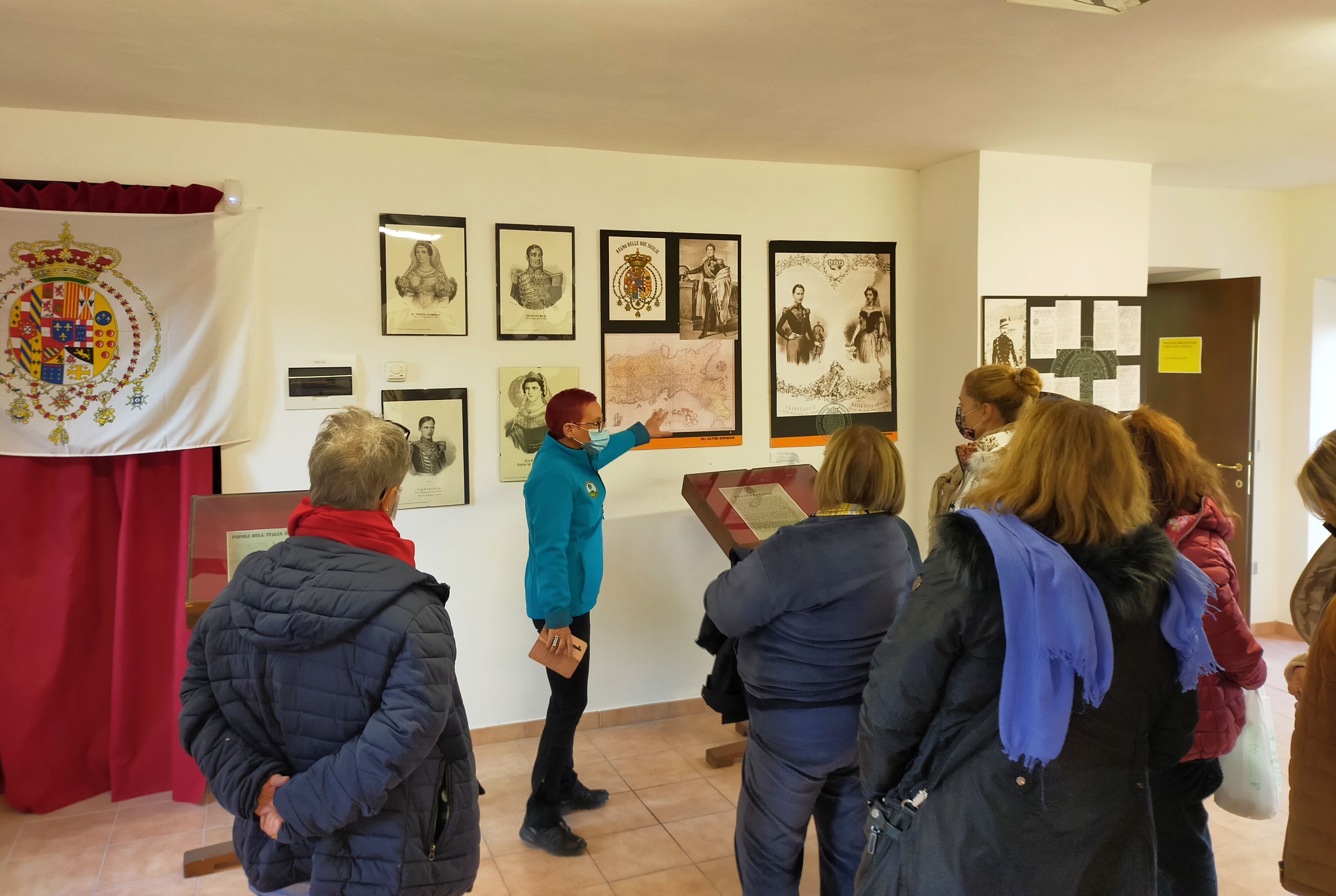
muzealna wersja historii zjednoczenia

W drugiej połowie XIX wieku ukazało się wiele prac, będących apoteozą ruchu zjednoczeniowego. Opisując historię kampanii przedstawiały one bitwę jako daninę krwi, złożoną na ołtarzu ojczyzny. Z czasem jednak pamięć o niej zaczęła zanikać. Dzisiaj odmiennie niż np. bitwa nad Volturno, bitwa pod Pettorano nie należy we Włoszech do kanonu wiedzy historycznej. Nie wspomina się o niej w syntezach dziejów Włoch ani nawet w generalnych opracowaniach dotyczących Risorgimento, wzmianki o bitwie pojawiają się co najwyżej w bardziej szczegółowych pracach analitycznych poświęconych konkretnym kampaniom, dowódcom albo zjawiskom, np. brigantaggio. Nie doczekała się monografii. Najczęściej wspomina się o niej na witrynach poświęconych historii regionalnej, czy to prowincji Isernia czy to regionu Molise, gdzie nierzadko mówi się o bitwie jako o całkowicie zapomnianym epizodzie z historii Włoch. Sama nazwa Pettorano zanikła; aby odróżnić miejscowość od znajdującej się w Abruzzach Pettorano del Gizio przemianowano ją na Pettoranello del Molise.
Degradacja pamięci o bitwie związana była z faktem, że nie mieściła się ona w dominującej narracji narodowej, przedstawiającej Risorgimento jako wspierane przez masy zjednoczenie kraju. Na owo niedopasowanie zwracała uwagę historiografia marksistowska; Gramsci i jego szkoła opisywali wydarzenia w Molise raczej w kategoriach ruchów społecznych, ludowego powstania przeciw burżuazji, swego rodzaju rewolucji proletariackiej avant la lettre. W ostatnich kilku dekadach do bitwy pod Pettorano odwołują się ruchy tradycjonalistyczne, związane z identità duosiciliana, przeciwstawiające się nie tylko europejskiej homogenizacji, ale także trwającej rewolucji kulturowej. One z kolei widzą Pettorano jako obronę tradycyjnej regionalnej tożsamości, związanej z takimi wartościami jak monarchia i religia. Wreszcie, niekiedy wymienia się Pettorano jako epizod w trwającej wieki i manifestującej się na całym świecie historii anarchizującego oporu biednych i zdeterminowanych mas, jak żakeria we Francji, ruch comuneros w Hiszpanii, powstanie Pugaczowa w Rosji czy liczne rebelie chłopskie w Indiach albo w Chinach.

## Przypisy

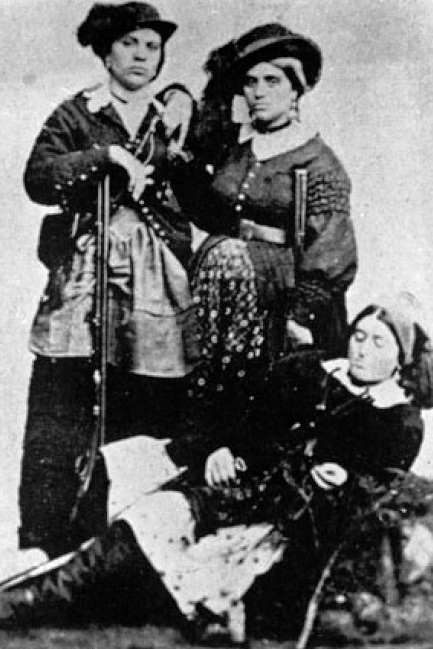
kobiety z filoburbońskiej partyzantki